# منصور الحربی
منصور الحربی (انگلیسی: Mansoor Al-Harbi؛ زاده ۷ آوریل ۱۹۸۷) یک بازیکن فوتبال اهل عربستان سعودی است.
وی همچنین در تیم ملی فوتبال عربستان سعودی بازی کرده‌است.